# Einzug Napoleons in Berlin am 27. Oktober 1806
Einzug Napoleons in Berlin am 27. Oktober 1806 (frz.: Entrée de Napoléon à Berlin, 27 octobre 1806) ist ein Gemälde des französischen Malers Charles Meynier (1763–1832) aus dem Jahr 1810.

## Beschreibung
Das Historiengemälde stellt den Einzug Napoleons an der Spitze seiner Truppen durch das Brandenburger Tor nach den glänzenden Siegen bei Jena und Auerstedt auf seinem  Preußenfeldzug dar. Am 27. Oktober 1806 schien die Sonne auf die Hauptstadt. Umgeben von seinen Truppen, übernahm Napoleon die Kontrolle über die Stadt. Der Blick zum Brandenburger Tor erfolgt vom Pariser Platz aus gesehen. Im Vordergrund der Einzug Napoleons mit zahlreichen Schaulustigen.
Charles Meynier stellte als Militärmaler das Epos der Grande Armée während des Kaiserreichs dar, dafür nutzte er den in Berlin gleich nach Napoleons Sieg verlegten Text der offiziellen französischen Verlautbarungen im 21. Bulletin de la Grande Armée vom 28. Oktober 1806 (Le Bulletin de la Grande armée: 21e Bulletin, 28 octobre 1806):

« L’Empereur a fait, hier 27, une  entrée solennelle à Berlin. Il était environné du prince de Neufchatel, des maréchaux Davoust et Augereau, de son grand maréchal du Palais, de son grand-écuyer et de ses aides-de-camp. Le maréchal Lefebvre ouvrait la marche à la tête de la garde impériale à pied; les cuirassiers de la division Nansouty étaient en bataille sur le chemin. L’empereur marchait entre les grenadiers et les chasseurs à cheval de sa garde. Il est descendu au Palais, à trois heures après-midi; il a été reçu par le grand maréchal du palais, Duroc. Une foule immense était accourue sur son passage, l’avenue de Charlottembourg à Berlin est très belle; l’entrée par cette porte est magnifique. La journée était superbe. Tout le corps de la ville, présenté par le général Hullin, commandant de la place, est venu à la porte offrir les clés de la ville à l’Empereur. Ce corps s’est rendu ensuite chez S.M. Le général prince d’Hatzfeld était à la tête… »

„Der Kaiser hat gestern, den 27., feierlich Einzug in Berlin gehalten. Er war umgeben vom Prinzen von Neuchâtel, den Marschällen Davoust und Augereau, seinem Großmarschall des Palastes, seinem Großstallmeister und seinen Adjutanten. Marschall Lefebvre eröffnete den Marsch an der Spitze der kaiserlichen Garde zu Fuß; die Kürassiere der Division Nansouty waren im Kampf unterwegs. Der Kaiser marschierte zwischen den Grenadieren und den Jägern zu Pferd seiner Garde. Er ging um drei Uhr nachmittags zum Palast hinunter; er wurde vom Großmarschall des Palastes, Duroc, empfangen. Eine ungeheure Menschenmenge war herbeigelaufen gekommen, die Allee von Charlottenburg nach Berlin ist sehr schön; der Eingang durch dieses Tor ist prächtig. Der Tag war großartig. Das gesamte Korps der Stadt, präsentiert von General Hullin, dem Kommandanten des Ortes, kam zum Tor, um dem Kaiser die Schlüssel der Stadt zu übergeben. Dieses Korps ging dann zu S.M. Der General Fürst von Hatzfeld stand an der Spitze ...“

Das Gemälde befindet sich heute in der Sammlung im Schloss Versailles (Musée national des châteaux de Versailles et de Trianon).

## Verschiedenes
Das Thema wurde künstlerisch vielfach dargestellt, darunter auf einer Lithographie von Ch. Motte nach L. Marin, um 1830.

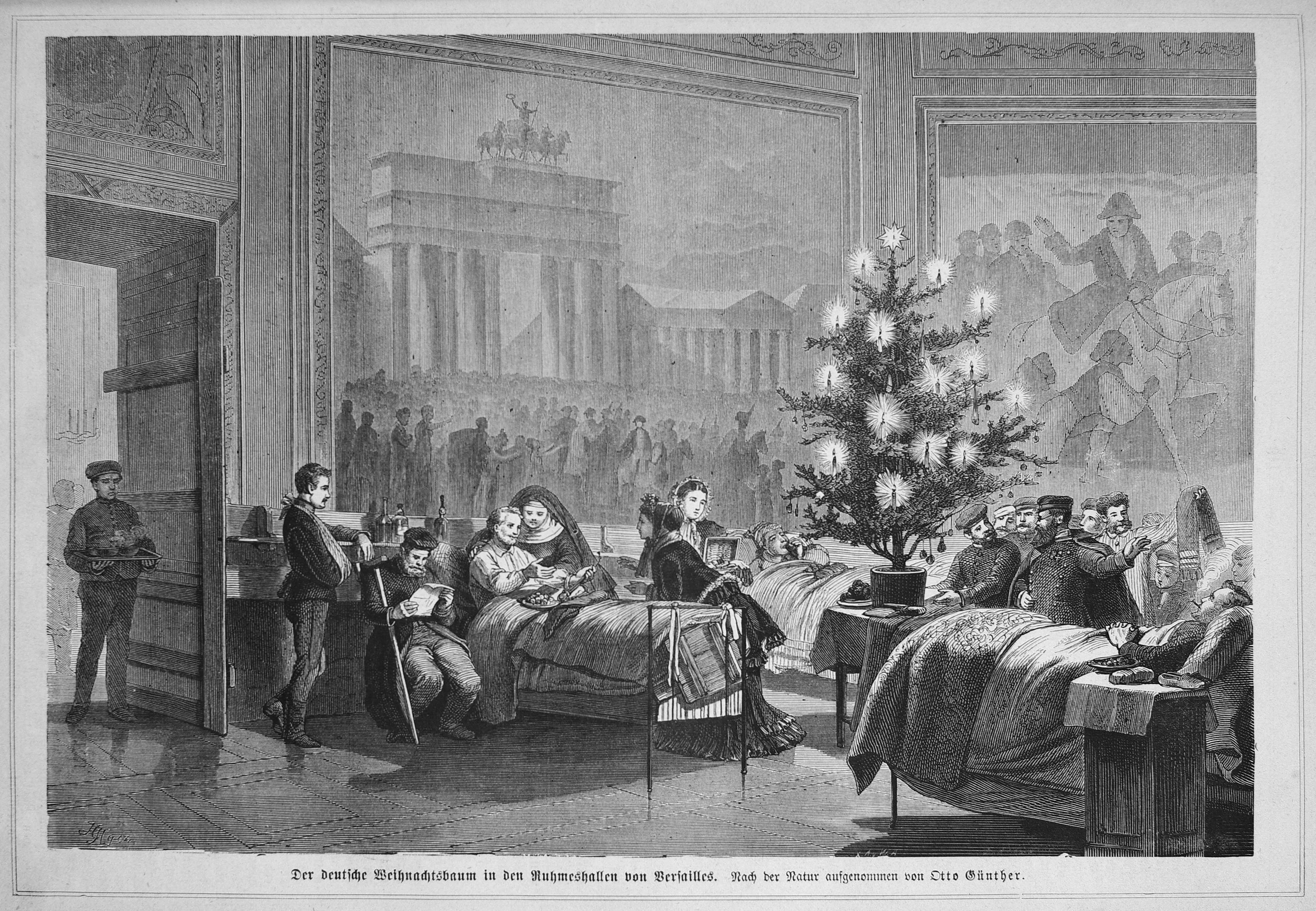
Das Gemälde ist im Hintergrund der Szenerie im Schloss Versailles zu sehen (Die Gartenlaube 1871, S. 109).